# El Grado
El Grado ist eine nordspanische Gemeinde (municipio) mit 386 Einwohnern (Stand: 2024) im Zentrum der Provinz Huesca in der Autonomen Region Aragonien. Zur Gemeinde gehören auch die Ortschaften Artasona, Coscojuela de Fantova und Enate.

## Lage und Klima
El Grado liegt etwas südlich der Sierra de la Carrodilla etwa 35 Kilometer (Fahrtstrecke) östlich der Provinzhauptstadt Huesca in einer durchschnittlichen Höhe von etwa 467 m. Nördlich (bzw. nordöstlich) der Ortschaft liegt der Stausee Embalse del Grado I, der vom Río Cinca gespeist wird, und im Gemeindegebiet die eindrucksvolle Staumauer. Das Klima ist warm und gemäßigt (die Winter sind relativ kalt, die Sommer heiß); Regen (ca. 832 mm/Jahr) fällt übers Jahr verteilt.

## Bevölkerungsentwicklung
| 1900 | 1910 | 1920 | 1930 | 1940 | 1950 | 1960 | 1970 | 1981 | 1991 | 2001 | 2011 | 2020 |
| ---- | ---- | ---- | ---- | ---- | ---- | ---- | ---- | ---- | ---- | ---- | ---- | ---- |
| 1201 | 1132 | 1247 | 1136 | 1064 | 814  | 1173 | 711  | 670  | 590  | 518  | 471  | 395  |

## Sehenswürdigkeiten
- Castillo de Artasona
- Staumauer des Embalse del Grado
- Veranstaltungszentrum El Poblado

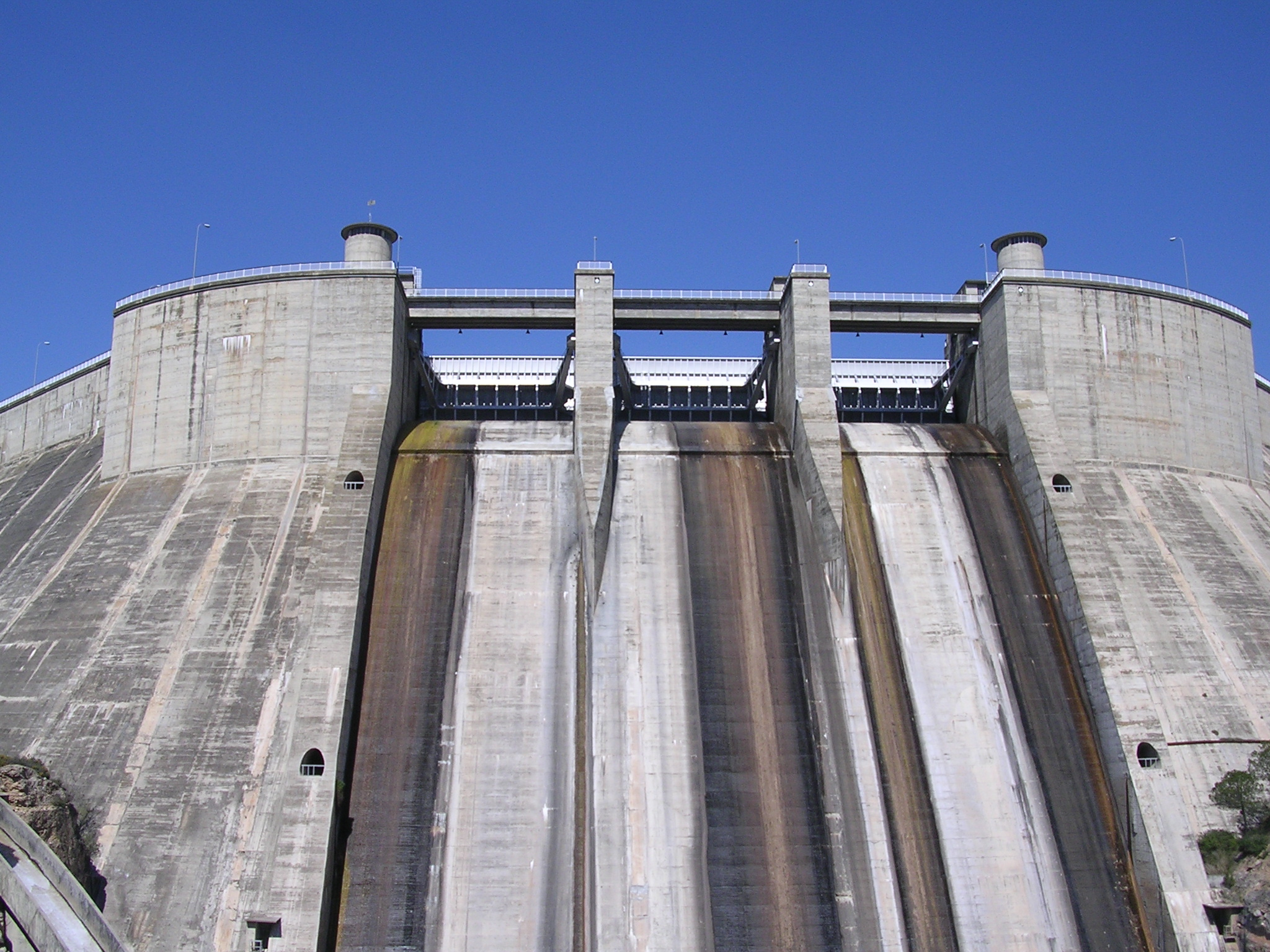
Staumauer